# Daniel Fetzner
Daniel Fetzner (* 1. August 1966 in Baden-Baden) ist ein deutscher Medienwissenschaftler und Medienkünstler und betreibt künstlerische Forschung zur Phänomenologie der Medien in translokalen Räumen und interaktive Webdokumentationen.

## Leben
Fetzner studierte Architektur und Combined Media Studies in München, London und Berlin. Von 2002 bis 2014 lehrte er als Professor an der Hochschule Furtwangen im Schwarzwald. 2007 war er Visiting Professor an der San Francisco State University (SFSU) und Gastkünstler am Zentrum für Kunst und Medientechnologie (ZKM) in Karlsruhe. Von 2009 bis 2011 war er Leiter des Media Design Department an der German University in Cairo (GUC). 2012 war Fetzner Visiting Professor an der Srishti School of Art, Design and Technology, Bangalore. 2014 erfolgte die Berufung auf eine W3-Professur für Künstlerische Forschung an der Hochschule Offenburg. Seit 2015 Leiter des dortigen Labors für Medienökologie und Lehrbeauftragter für Medienethnografie an der Albert-Ludwigs-Universität Freiburg.
Die Arbeiten von Daniel Fetzner umfassen künstlerische Interventionen, interaktive Arbeiten und Rauminstallationen. 1995 gründete er mit Sebastian Finckh die Gruppe term e.V. zur Förderung medialer Baustellen. 2004 initiierte er mit Stefan Selke das Zentrum für Bild-, Raum- und Interaktionsforschung 2008 gründete Daniel Fetzner zusammen mit Monica Alarcon und Martin Dornberg die interdisziplinäre Forschungsgruppe mbody, zur künstlerischen Forschung in Medien, Somatik, Tanz und Philosophie. Fetzner ist Mitglied in der Gesellschaft für Medienwissenschaft der International Visual Sociology Association. sowie assoziiertes Mitglied am Institut für Medienkulturwissenschaft der Universität Freiburg. Seit 2001 betreibt Fetzner den Blog metaspace.de.

## Künstlerische Forschung
- 2020: JARDIN GLOCAL[10]: Medienökologische Suchbewegung am Oberrhein[11]
- 2019: ABSCHIED VOM AUSSEN[12]: Künstlerische Leitung der »Suchbewegung nach dem Terrestrischen« im Kunstverein Freiburg[13]
- 2017–20: DE\GLOBALIZE[14]: Agentielle Schnitte durch Critical Zones am Kabini-River, im Nil-Delta und am Oberrhein. Teil der Ausstellung CRITICAL ZONES am ZKM Karlsruhe
- 2015–17: WASTELAND[15]: Vergleich zweier Müllverwertungssysteme in Kairo und in Südbaden
- 2014/15: BUZZ[16]: Parasitäre Medienintervention in einem indischen Insektenlabor
- 2012/13: EMBEDDED PHASE DELAY[17]: Performance zur ›fehlenden Halbsekunde‹ (Helmholtz 1851)
- 2012: PEAU/PLI[18]: Künstlerische Forschung zu Texten von Deleuze und Anzieu
- 2010/11: CairoRoundabout[19]: Medienexploration zu Phänomenen der Zwischenleiblichkeit in translokalen Räumen
- 2008: Symposium SPUREN[20]
- 2007–2010: fogpatch[21]: Ausstellungen und Lecture Performances zu einem Text von Max Bense
- 1994–1996: lüderitzcargo[22]: Mediale Translokationen in einem Containerkino an der namibischen Atlantikküste
- 1993/94: klangfeld[23]: Untersuchung von Resonanzphänomenen

## Ausgewählte Schriften
- 2020: Flüchtige Resonanzen. In: Petra Maria Meyer (Hg.): Ephemer. München: Fink. (mit Martin Dornberg)[24]
- 2018:  Autonomie in parasitären Verhältnissen. In: Thomas Breyer-Mayländer (Hrsg.): Das Streben nach Autonomie.[25]
- 2017: Experimentelle Taktilität: zur künstlerischen Erforschung von Zwischenkörpern. In: Karin Harrasser (Hg.): Auf Tuchfühlung. Frankfurt: Campus, 39-63 (mit Martin Dornberg)[26]
- 2016: Partizipatives Parasitieren. In: Oliver Fahle, Beate Ochsner und Anna Wiehl (Hg.): Zum methodischen Potential interaktiver Webdokumentationen in der künstlerischen Forschung. Augenblick. Konstanzer Hefte zur Medienwissenschaft, 65/66, Marburg: Schüren, 40-56. (mit Martin Dornberg)
- 2015 (Hrsg.): Intercorporeal Splits. Leipzig (mit Martin Dornberg)[27]
- 2013: Revolte ohne Cloud. Vom Mythos der Facebook-Revolution in Ägypten. In: Ästhetik und Kommunikation 158/159: Berlin
- 2012: Intercorporeal Splits In: Forschungsbericht Hochschule Furtwangen
- 2009: Max Bense als Vordenker des Medialen. In: Postmediale Wirklichkeiten. München[28]
- 2007 (Hrsg.): Bild, Raum Interaktion. Furtwangen (mit Stefan Selke)
- 2005 (Hrsg.): selling politics. Bildwirkungsanalysen einer Plakatkampagne zur agenda 2010. Furtwangen (mit Stefan Selke)
- 2000: Reflexionen – die Wissensmembran. In: Sieben Hügel – Bilder und Zeichen des 21. Jahrhunderts. Berlin (mit Edouard Bannwart)
- 1996: Translokation, Kinematografie und Kolonialarchitektur. In: Jahreskatalog der UdK Berlin
- 1995: Innere Räume haben keine begehbare Räumlichkeit. In: Jahreskatalog der UdK Berlin
- 1992: Das Ende des 20. Jahrhunderts. In Nekropolis 28, Institut für Städtebau der TU München